# حب الثلج متباين الأوراق
حب الثلج متباين الأوراق (الاسم العلمي:Symphoricarpos heterophyllus) هو نوع غير مؤكد من النباتات يتبع جنس حب الثلج من الفصيلة المعزية الورق.